# Erwin Mięsowicz
Erwin Mięsowicz (ur. 11 września 1875 w Turce, zm. 2 stycznia 1914 w Krakowie) – polski lekarz chorób wewnętrznych, profesor Uniwersytetu Jagiellońskiego, autor podręcznika badania klinicznego.
Syn starosty turczańskiego Józefa Mięsowicza i Aurelii z domu Gottscher. Do gimnazjów uczęszczał w Wadowicach, Kołomyi i Krakowie. Studiował na Uniwersytecie Jagiellońskim, tytuł doktora medycyny uzyskał w 1899. W 1906 uzupełniał studia w Berlinie i Strasburgu, pracował w klinice Krehla. W 1907 roku zostało docentem prywatnym, a w 1911 profesorem nadzwyczajnym. Żonaty z Teodorą z Korczyńskich, mieli synów Tadeusza, adwokata, i Zygmunta, sędziego.
Pochowany jest na cmentarzu Rakowickim (kw. 5).

## Wybrane prace
- Działanie śródżylnych wstrzykiwań adrenaliny na narządy wewnętrzne królika. Rozprawy Wydziału Matematyczno-Przyrodniczego Akademii Umiejętności, 1906
- O krzywicy późnej. Przegląd Lekarski 47 (20/21), 1908
- Sposoby badania klinicznego dla użytku uczniów i lekarzy. Dr. W. L. Anczyca i Spółki, 1910